# Giovanni Francesco Marazzani Visconti
Giovanni Francesco Marazzani Visconti (ur. 11 sierpnia 1755 w Piacenzy, zm. 18 stycznia 1829 w Rzymie) – włoski kardynał.

## Życiorys
Urodził się 11 sierpnia 1755 roku w Piacenzy, jako syn Antonio Camilla Marazzani Visconti i Costanzy Terzi. Studiował na Papieskiej Akademii Kościelnej, a następnie został referendarzem Trybunału Obojga Sygnatur. W 1823 roku został prefektem Pałacu Apostolskiego. 2 października 1826 roku został kreowany kardynałem in pectore. Jego nominacja na kardynała prezbitera została ogłoszona na konsystorzu 15 grudnia 1828 roku. Nie zdążył otrzymał kościoła tytularnego, gdyż zmarł 18 stycznia 1829 roku w Rzymie.